# Chang Cheh
Chang Cheh (chinesisch 張徹 / 张彻, Pinyin Zhāng Chè, Jyutping Zoeng1 Cit3; * 10. Februar 1923 als 張易揚 / 张易扬,  Zhāng Yìyáng,  Chang Yi-yang, Jyutping Zoeng1 Jik6joeng4 in Shanghai, China; † 22. Juni 2002 in Hongkong) war ein Filmregisseur und Drehbuchautor aus Hongkong. Chang war einer der einflussreichsten, profiliertesten und fleißigsten Regisseure des Martial-Arts-Kinos der 1960er bis 1980er Jahre.

## Leben
Chang schloss sein Politikstudium auf der National Central University in Chongqing ab und wurde in Hongkong Filmkritiker. Erste Drehbücher folgten; 1947 wurde das erste verfilmt. Bereits 1949 gab er sein (ungelistetes) Debüt als Regisseur; 1957 folgte ein zweiter Film. Dauerhaft inszenierte er seit 1965. Seinen großen Durchbruch erlebte er 1967 mit dem Film The one-armed swordsman, der der bis dahin erfolgreichste Hongkong-Film aller Zeiten wurde.
Zahlreiche Actionfilme, beeinflusst ebenso vom Stil japanischer Samuraifilme wie von Italowestern, folgten. Er beschäftigte mehrere Teams von Kampfkünstlern/Schauspielern, die er in seinen Filmen einsetzte: David Chiang und Ti Lung bildeten eines, Chi Kuan Chung und Fu Sheng ein zweites. Das dritte, das unter dem Namen „The (Five) Venoms“ geführt wurde, bestand aus Sun Chien, Kuo Chui, Lu Feng, Lo Meng und Chiang Sheng. Schließlich waren Tung Chi Wah, Tu Yu Ming, Hsu Shao Jien und Chow Lung „The Baby Venoms“. Fast 100 Filme entstanden unter Chang Chehs Regie.
Im deutschen Sprachraum liefen die meisten seiner Filme nur verstümmelt und in vielfach abgeänderten Versionen.
Viele Filmemacher, insbesondere John Woo (der auch als Assistent an etlichen von Changs Filmen arbeitete) und Ringo Lam, nennen die Arbeitsweise von Chang als einen ihrer größten Einflüsse. Er erwarb sich die Bezeichnung als „Der Pate der Martial Arts Filme“.

## Filmografie (Auswahl)
- 1949: Alishan feng-yun
- 1957: Ye huo
- 1965: Hu die bei
- 1967: Das goldene Schwert des Königstigers (Dubei dao)
- 1967: Der Assassin (Da Cìkè)
- 1969: Todespagode des gelben Tigers (Bao biao)
- 1970: Die 13 Söhne des Gelben Drachen (Shi san tai bao)
- 1970: Kuan, der unerbittliche Rächer (Bao chou)
- 1971: Fan Chu – Tödliche Rache (Quan ji)
- 1971: Das Schwert des gelben Tigers (Xin du bi dao)
- 1971: Ti Lung – Duell ohne Gnade (Da jue dou)
- 1971: Die tödlichen Zwei (Shuang xia)
- 1972: Four Riders (Si qi shi)
- 1972: König der Shaolin (Kuai huo lin)
- 1972: Der Mann mit der TIgerpranke (Chou lian huan)
- 1972: Der Pirat von Shantung (Ma yong zhen)
- 1972: Die sieben Schläge des gelben Drachen (Shui hu zhuan)
- 1972: Zehn gelbe Fäuste für die Rache (E ke)
- 1973: Shen Chang und die Karate-Bande (Fen nu qing nian)
- 1973: Die Teufelspiraten von Kau-Lun (Da hai dao)
- 1973: Wang Yu – Stahlharte Hongkong-Killer (Jing cha)
- 1974: Die Blutsbrüder des Kung Fu (Peng you)
- 1974: Die gnadenlosen Fünf (Shao Lin wu zu)
- 1974: Die 7 goldenen Vampire (The Legend of the 7 Golden Vampires) (Ko-Regie)
- 1974: Die tödlichen Fäuste der Shaolin (Fang Shiyu yu Hong Xiguan)
- 1974: Die wilden Fünf (Wu hu jiang)
- 1975: Die Eroberer (Dong kai ji)
- 1975: Karato – Sein härtester Schlag (Hong quan xiao zi)
- 1976: Alexander Fu Sheng – Der Todesblitz der Shaolin (Cai li fa xiao zi)
- 1976: Aufstand in Peking (Ba guo lian jun)
- 1976: Marco Polo im Reich des Kubali Khan (Ma ko Po lo)
- 1976: Shaolin – Die Rache mit der Todeshand (Fang Shih Yu yu Hu Hui Chen)
- 1976: Der Tempel der Shaolin (Shao Lin si)
- 1976: Die unschlagbaren Sieben (Ba dao lou zi)
- 1977: Der Kung Fu-Fighter von Chinatown (Tang ren jie xiao zi)
- 1977: Der Schwur der Karateka (She diao ying xiong chuan)
- 1977: Die unbesiegbaren Zwei (Jiang hu han zi)
- 1978: Das Höllentor der Shaolin (Nan Shao Lin yu bei Shao Lin)
- 1978: Die unbesiegbaren Fünf (Wu du)
- 1978: Vier gnadenlose Rächer (Can que)
- 1979: Die 5 Kampfmaschinen der Shaolin (Jin bei tong)
- 1979: Die Todesfalle der Shaolin (Za ji wang ming dui)
- 1979: Der Todesschrei des gelben Tigers (Jie shi ying xiong)
- 1979: Das tödliche Erbe des Shaolin (Mai ming xiao zi)
- 1980: Fünf Kämpfer aus Stahl (Tie qi men)
- 1980: Der Geheimbund der Todeskralle (Da sha si fang)
- 1980: Das Grabmal des Shaolin (Shao Lin yu Wu Dan)
- 1980: Die Tiger von Kwan Tung (Guangdong shi hu yu hou wu hu)
- 1993: Shen tong

Quelle: Hong Kong Movie Database